# Yoshihiro Okumura
Yoshihiro Okumura (Japón, 9 de mayo de 1983) es un nadador japonés especializado en pruebas de estilo libre, donde consiguió ser medallista de bronce olímpico en 2004 en los 4 x 100 metros estilos.

## Carrera deportiva
En los Juegos Olímpicos de Atenas 2004 ganó la medalla de bronce en los relevos de 4 x 100 metros estilos (nadando el largo de estilo libre), con un tiempo de 3:35.22 segundos, tras Estados Unidos (oro con 3:30.68 segundos que fue récord del mundo) y Alemania (plata).